# Шультен, Осип Иванович
Осип Иванович Шультен (ум. 1848) — подполковник, герой русско-персидской войны 1804—1813.

## Биография
В военную службу вступил в Серпуховский драгунский полк.
В 1810 году, будучи в чине капитана, был переведён на Кавказ к своему родственнику полковнику П. С. Котляревскому и зачислен в Грузинский гренадерский полк. Практически всё время службы на Кавказе Шультен провёл в этом полку и принимал участие во множестве кампаний, имевших место на Кавказе в первой трети XIX века.
В 1810—1813 годах Шультен сражался против персов. В декабре 1811 года Шультен за отличие при штурме Ахалкалак, где он первым вошёл на крепостную стену, был произведён в майоры. Маркиз Ф. П. Паулуччи командировал Шультена в Санкт-Петербург с донесением о взятии этой крепости.
30 января 1813 года был дан императорский указ о награждении Шультена орденом св. Георгия 4-й степени (№ 1178 по кавалерскому списку Судравского и № 2545 по списку Григоровича — Степанова)
В воздаяние ревностной службы и отличия, оказанного в сражении 19 и 20 октября 1812 года при разбитии за Араксом персидских войск и взятии штурмом укрепления Асландуз, где и ранен в колено правой ноги пулею на вылет
.
Выдержка из указа дана по списку Судравского, Гизетти в своём справочнике о кавказских кавалерах пишет следующее: «В всеподданнейшем рапорте генерала Ртищева 21-го ноября 1812 года ходатайствовалось о награждении их (Шультена и князя Абхазова) орденом св. Георгия 4-й степени, но за какие подвиги — ни в делах архива штаба Кавказского воен. округа, ни в Капитуле императорских и царских орденов — не оказалось».
В начале 1820-х годов Шультен с производством в подполковники вышел в отставку. 
Георгиевский храм был заложен в 1822 году. Церковь была основана П. С. Котляревским. Вернувшись после множества ранений на родину, он выкупил земли в районе Бахмута. Возведением церкви руководил управляющий генерала — Осип Иванович Шультен. После отъезда П. С. Котляревского в Феодосию управление имением передано О. И. Шультену.  В честь него село, имевшее прежде название Александрово, получила двойное имя — Александро-Шультино.
В Феодосию Котляревский приобрел участок земли, назвав его «Добрым приютом», и со временем построил дом с шатровой крышей, напоминавшей военные палатки. Верхний этаж с четырех сторон был обрамлен балконом, к которому вела широкая лестница. В доме, кроме самого генерала, жили еще три его племянницы, денщик Филипп и боевой товарищ — полковник О. И. Шультен. Круг знакомых генерала составили старые боевые товарищи: З. И. Бекарюков и П. А. Ладинский, Таврический губернатор А. И. Казначеев, Новороссийский Бессарабский губернатор граф М. С. Воронцов, художник И. К. Айвазовский и другие. 
Скончался в 1848 году. Был похоронен в Феодосии, на горе Митридат, в саду дачи. Рядом могила П. С. Котляревского, его командира, друга и родственника умершего в 1851 году.
В последнюю четверть XIX века дом Котляревского находился в собственности будущего московского головы К. В. Рукавишникова. В 1882 году  на средства Рукавишникова был сооружен над могилами Котляревского и Шультена памятник-часовня. 